# Reprezentacja Japonii w rugby 7 kobiet
Reprezentacja Japonii w rugby 7 kobiet – zespół rugby 7, biorący udział w imieniu Japonii w meczach i sportowych imprezach międzynarodowych, powoływany przez selekcjonera, w którym mogą występować wyłącznie zawodnicy posiadający obywatelstwo tego kraju, mieszkający w nim, bądź kwalifikujący się ze względu na pochodzenie rodziców lub dziadków. Za jego funkcjonowanie odpowiedzialny jest Japoński Związek Rugby, członek Asia Rugby oraz World Rugby.
Drużyna w sezonie 2011/2012 uczestniczyła w jednym z trzech turniejów zaliczanych do cyklu IRB Women’s Sevens Challenge Cup – w Hongkongu – zajmując jedenastą lokatę. W sezonie 2012/2013 została zaproszona do udziału w trzech turniejach IRB Women’s Sevens World Series, w USA i Chinach.

## Turnieje

### Udział wigrzyskach olimpijskich
| Rok  | Wynik | Źródło |
| ---- | ----- | ------ |
| 2016 | 10.   |        |
| 2020 | 12.   |        |

### Udział wPucharze Świata
| Rok  | Wynik                     | Źródło |
| ---- | ------------------------- | ------ |
| 2009 | 13–16 (ćwierćfinały Bowl) |        |
| 2013 | 13–16 (ćwierćfinały Bowl) |        |
| 2018 | 10.                       |        |
| 2022 | 9.                        |        |

### Udział wWorld Rugby Women’s Sevens Series
| Rok       | Wynik | Źródło |
| --------- | ----- | ------ |
| 2012/2013 | 13.   |        |
| 2013/2014 | 11.   |        |
| 2014/2015 | –     |        |
| 2015/2016 | 11.   |        |
| 2016/2017 | 13.   |        |
| 2017/2018 | 11.   |        |
| 2018/2019 | 13.   |        |
| 2019/2020 | 11.   |        |
| 2021/2022 | 17.   |        |

### Udział wigrzyskach azjatyckich
| Rok  | Wynik | Źródło |
| ---- | ----- | ------ |
| 2010 | 5.    |        |
| 2014 | 2.    |        |
| 2018 | 1.    |        |

### Udział wigrzyskach Azji Wschodniej
| Rok  | Wynik | Źródło |
| ---- | ----- | ------ |
| 2009 | 2.    |        |